# Fever (téléfilm)
Pour les articles homonymes, voir Fever.
Pour plus de détails, voir Fiche technique et Distribution.
Fever est un téléfilm de thriller américain réalisé par Larry Elikann et sorti en 1991.

## Synopsis
Ray vient de sortir de prison et songe à reprendre sa relation avec Lacy. Cependant, elle est actuellement mariée à Elliott et ne veut rien savoir de son ex. Lorsqu'elle est kidnappée par les anciens associés de Ray, ce dernier et Elliott sont obligés de joindre leurs forces pour la libérer.

## Fiche technique
- Titre original : People Like Us
- Réalisation : Larry Elikann
- Scénario : Larry Brothers
- Photographie : Bojan Bazelli
- Montage : Eric A. Sears
- Musique : Michel Colombier
- Costumes : Cynthia Bergstrom
- Décors : Bradford Johnson
- Casting :
- Producteur : Nick Gillott
  - Producteur délégué : Edgar Scherick
  - Coproducteur : Mitch Engel
  - Superviseur de la production : Barbara Lieberman
- Sociétés de production : HBO Films
- Sociétés de distribution : HBO
- Pays d'origine :  États-Unis
- Langue originale : anglais
- Format : couleur
- Genre : Thriller
- Durée : 99 minutes
- Dates de sortie : 
  - États-Unis : 11 mai 1991

## Distribution
- Armand Assante : Ray
- John Achorn : membre du bureau des plaintes
- Joe Spano : un drogué
- John Dennis Johnston : Jellyroll
- Steve Rankin : Clyde
- Mark Boone Junior : Leonard
- Jon Gries : Bobby
- Tim Ransom : Zeke
- Gordon Clapp : Meeks
- Gregg Henry : Dexter
- Jim Pirri (en) : le barman de Dexter
- Marcia Gay Harden : Lacy
- Sam Neill : Elliott
- John Capodice : Teller
- Rainbow Harvest : Michelle
- Ron Taylor : Merton